# Белогорлая мартышка
Белого́рлая марты́шка (лат. Cercopithecus albogularis) — вид приматов семейства мартышковых. Долгое время вид рассматривался как подвид коронованной (голубой) мартышки. Тем не менее в более поздних систематиках за ним признают статус вида.

## Описание
Шерсть мартышки имеет серый окрас, хвост и лапы черноватые. Отличительный признак — это венок из белых волос в области горла и шеи. Белого цвета также подбородок на тёмного цвета лице. Мартышка длиной от 40 до 70 см и весом до 9 кг принадлежит к более крупным видам мартышек, причём самцы отчётливо крупнее, чем самки.

## Распространение
Белогорлая мартышка обитает в далеких частях восточной и южной Африки. Её область распространения простирается к востоку от Восточно-Африканской рифтовой долины в Сомали через Кению и Танзанию до Южной Африки. Её жизненное пространство — это территории, заросшие деревьями, преимущественно леса.

## Образ жизни
О её образе жизни известно немного, вероятно, он совпадает с образом жизни коронованной мартышки. Следовательно это активные днём обитатели деревьев, живущие в группах от 15 до 40 животных, которые состоят из самца, нескольких самок и их подрастающего поколения. Животные питаются преимущественно плодами, а также листьями, семенами и мелкими домашними животными.
Белогорлая мартышка стала редкой из-за охоты на неё и разрушения её жизненного пространства, однако, в целом вид не находится под угрозой.
Также мясо мартышек употребляется в пищу местными аборигенами и туристами

## Классификация
Белогорлая мартышка имеет следующие подвиды:
- C. a. albogularis, C. a. albotorquatus, C. a. erythrarchus, C. a. francescae, C. a. kibonotensis, C. a. kolbi, C. a. labiatus, C. a. moloneyi, C. a. monoides, C. a. phylax, C. a. schwarzi и C. a. zammaranoi.